# Eldslukare

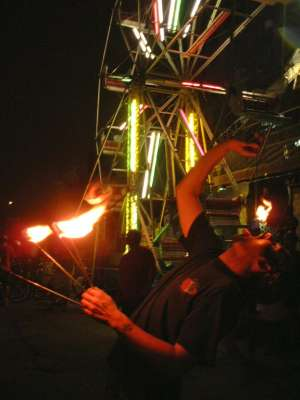
En eldslukare

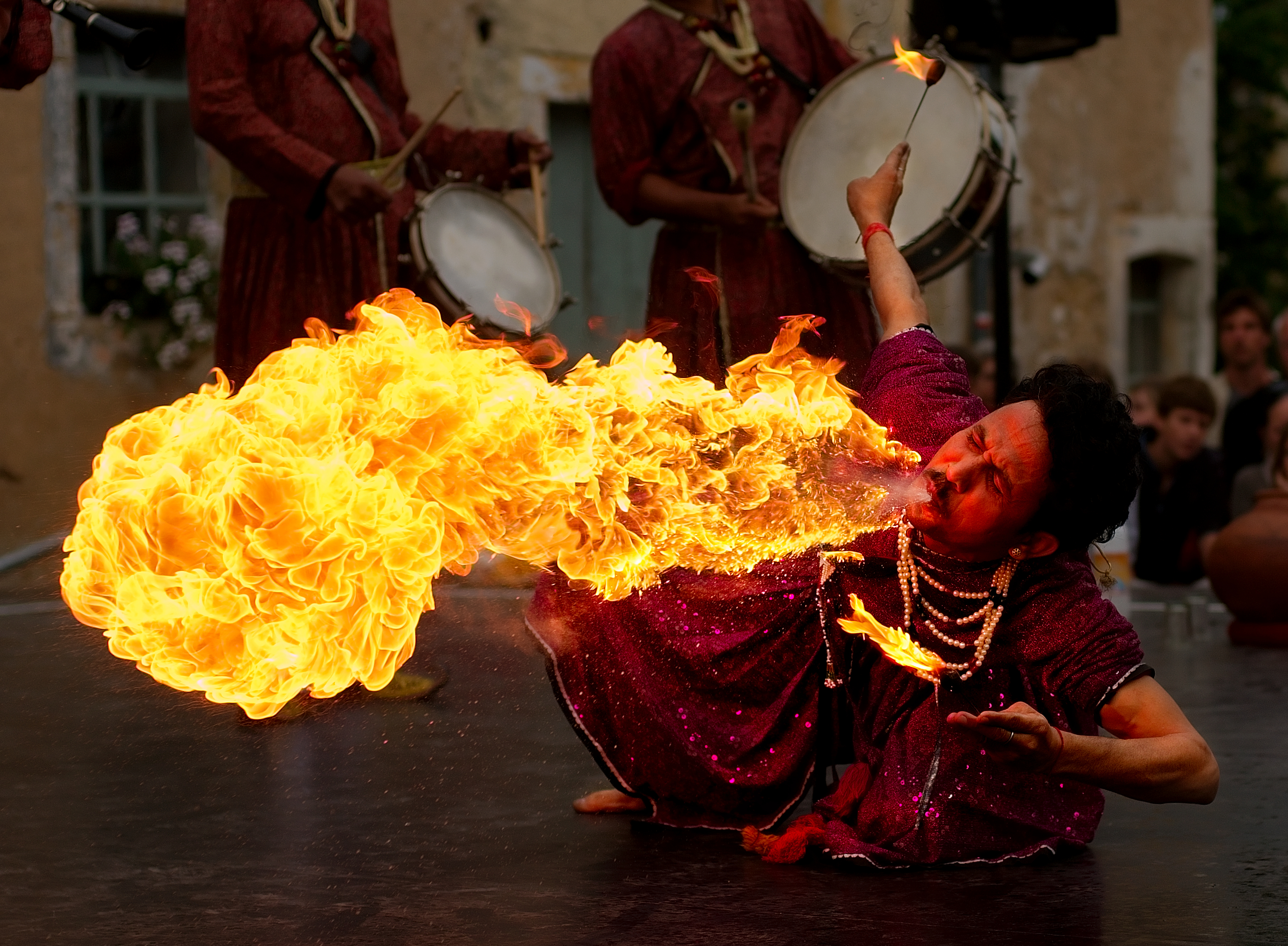
En eldsprutare

En eldslukare är en artist som kan kväva eld genom att stoppa brinnade facklor eller andra bloss i munnen. Eldslukare är vanliga på cirkusar och som gatuartister.
När facklan stoppas i munnen verkar det som om artisten slukar elden vilket är orsaken till beteckningen. I själva verket släcks elden när tillgången till syre minskar. För att inte skada sig täcker vissa eldslukare munnen med olika typer av vätskor, men det finns ändå stora risker med att sluka eld.

## Att spruta eld
En variant på eldslukandet är personer som sprutar eller blåser eld, genom att fylla munnen med festivalolja (Ren N-paraffin) och sedan blåsa ut vätskan medan den antänds. 
Det finns betydande risker med att blåsa eld: både genom att elden inte kommer tillräckligt långt ifrån artistens ansikte (eller för nära åskådarna), eller genom att vätskan tränger ner i lungorna och orsakar stora invärtes skador. Bland annat kan man få något som heter "Kemisk lunginflammation". Det är akut dödligt och kräver snabb specialvård från läkare.
Eldblåsning skadar alltid den som utför det, oavsett hur duktig man är.[källa behövs] Små mängder bränsle tränger ner i halsen och orsakar skador både i magen och luftvägarna. Dessutom tar munhålan skada av bränslet.

## Världsrekord
Det finns flera världsrekord när det gäller eldslukning. Exempel på dessa är:
- Hålla en brinnande fackla i munnen utan att använda händerna, 23 sekunder. (2005)
- Högsta sprutade eldkvasten upp i luften, 4 meter (2005)
- Att spruta eld så lång tid som möjligt utan en extern eldkälla, 9,9 sekunder år 2011, enligt Guiness rekordbok.[2]
- Det finns inofficiella rekord i att spruta eld så lång tid som möjligt (fire sustain), Johan Holst nämns som världsrekordhållare med 23,25.[3]